# Skovorodino
Skovorodino è una cittadina dell'Estremo Oriente Russo, situata nell'Oblast' dell'Amur, sul fiume Bol'šoj Never, 669 km a nordovest del capoluogo Blagoveščensk; è capoluogo del distretto omonimo.
Fondata nel 1908, con il nome di Zmeinyj (russo Змеи́ный); nel 1909 venne ribattezzata Never-1, dal nome del fiume che la bagna, mentre nel 1911 le venne assegnato il nome di Ruchlovo (Рухлово). Nel 1927 le venne concesso lo status di città, mentre nel 1938 subì l'ultimo cambiamento di nome.
Skovorodino è una fermata sulla ferrovia Transiberiana.

## Società

### Evoluzione demografica
- 1959: 15.100
- 1970: 11.400
- 1979: 13.000
- 1989: 13.800
- 2002: 10.556
- 2007: 9.900